# San Antonio las Cuchillas
San Antonio las Cuchillas är en ort i Mexiko.   Den ligger i kommunen Aljojuca och delstaten Puebla, i den sydöstra delen av landet, 180 km öster om huvudstaden Mexico City. San Antonio las Cuchillas ligger 2 540 meter över havet och antalet invånare är 469.
Terrängen runt San Antonio las Cuchillas är platt västerut, men österut är den kuperad. Terrängen runt San Antonio las Cuchillas sluttar västerut. Runt San Antonio las Cuchillas är det ganska glesbefolkat, med 35 invånare per kvadratkilometer. Närmaste större samhälle är Ciudad Serdán, 9,0 km söder om San Antonio las Cuchillas. Trakten runt San Antonio las Cuchillas består till största delen av jordbruksmark.